# ヒロシマへ行く
ヒロシマへ行く（ヒロシマへいく）は、西日本の一部で用いられる、人の死を表現する忌み言葉である。主に中国地方西部、四国西部、九州北部で用いられ、その中でも内陸部よりも沿岸部、島嶼部で用いられやすい。

## 用法の地域差
単に「ヒロシマへ行く」と言う場合もあれば、地域によっては「ヒロシマへ○○を買いに行く」とも言う場合もある。「ヒロシマへ○○を買いに行く」と言う地域は芸予諸島や愛媛県など広島に比較的近く、より外縁の地域では「ヒロシマへ行く」が用いられ、広島を中心とした周圏構造をなしている。
ただし、広島県内では「便所へ行く」という意味でこの言葉が用いられる場合がある。

## 「ヒロシマ」が指す内容の変化
歴史地理学者の小口千明は、「ヒロシマ」が指す内容が3段階に変化していったと指摘している。まず第1段階として、「ヒロシマへ行く」の「ヒロシマ」は他界を意味する想像上の抽象的な空間を指すものと考えている。一方、第2段階として、「ヒロシマへ○○を買いに行く」の「ヒロシマ」は商業機能を有してきた現実の都市の広島と考えている。この背景として、「ヒロシマ」が同音の「広島」と認識されるようになったため、他界表現として、死を連想させる品物を加えた表現が成立したと指摘している。
第3段階として、広島市への原子爆弾投下の影響から、現代では「広島」自体に死を連想させる認識をもつ人も出現した。ただし、「ヒロシマへ行く」という表現は第二次世界大戦の前から用いられていたことから、小口は民間語源として多数の一般人から支持されているとはいえ、この認識には問題があると指摘している。また、千葉徳爾は現代における民間語源の一例と指摘している。